# クーパー・T40
クーパー・T40 (Cooper T40) は、クーパーによって開発されたレーシングカー。1955年のF1世界選手権に投入された。オーウェン・マドックとジャック・ブラバムによって設計され、1955年イギリスグランプリに出場した。

## 歴史
T40は1955年イギリスグランプリにのみ出場した。ジャック・ブラバムがドライブし、予選は25番手、24番手のピーター・コリンズ（マセラティ）から14秒遅れであった。決勝では最後尾から抜け出すことはできず、30周目にエンジントラブルでリタイアした。
T40はまた、ノンタイトル戦に3度出場している。クリスタル・パレス・サーキットで行われたロンドン・トロフィーではメカニカルトラブルのためスタートできなかった。デイリー・レコード・トロフィーでブラバムは4位で完走した。スネッタートンで行われたヴァンウォール・トロフィーはスターリング・モスと3位を争った。結局ブラバムはこのレースも4位となった。ブラバムはオーストラリアグランプリを戦うためT40と共に帰国した。レースの後、彼は家族をイギリスに移住させるための資金を調達するためクーパーを売却した。

## F1における全成績
(key) （太字はポールポジション、斜体はファステストラップ）
| 年     | チーム                     | エンジン          | タイヤ | ドライバー         | 1   | 2   | 3   | 4   | 5   | 6   | 7   | ポイント | 順位 |
| ------ | -------------------------- | ----------------- | ------ | ------------------ | --- | --- | --- | --- | --- | --- | --- | -------- | ---- |
| 1955年 | クーパー・カー・カンパニー | ブリストル BS1 L6 | D      |                    | ARG | MON | 500 | BEL | NED | GBR | ITA | -        | -    |
| 1955年 | クーパー・カー・カンパニー | ブリストル BS1 L6 | D      | ジャック・ブラバム |     |     |     |     |     | Ret |     | -        | -    |

## 参照
1. ↑  "Qualifications du Grand Prix de Grande-Bretagne 1955". www.statsf1.com. 2011年10月31日閲覧。
2. ↑  "Grand Prix de Grande-Bretagne 1955 : Tour par tour". www.statsf1.com. 2011年10月31日閲覧。
3. ↑  "III London Trophy". www.statsf1.com. 2011年11月2日閲覧。
4. ↑  "III Daily Record Trophy". www.statsf1.com. 2011年11月2日閲覧。
5. ↑   "DRIVER : Brabham, Jack". autocoursegpa. 2011年10月31日閲覧。
6. ↑  (Brabham & Nye 2004, p. 56-57)